# طريث
طُرَيْث (الاسم العلمي: Lithophaga)، جنس حيوانات بحرية من الرخويات صفيحيات الخياشيم. تم العثور على بعض أقدم قواقع أحفورية لجنس طريث في صخور حقبة الحياة الوسطى في جبال الألب وجزيرة فانكوفر.